# Joseph 'Mad Dog' Sullivan
Joseph "Mad Dog" Sullivan (1939-2017) fue un gángster irlandés-estadounidense y asesino a sueldo durante mucho tiempo de la familia criminal Genovese. Comenzó a cometer robos a los 12 años, y finalmente se graduó en asesinato. Dentro y fuera de la cárcel, incluida una fuga de Attica, continuó cumpliendo las órdenes de la mafia, y finalmente recibió tres cadenas perpetuas, una verdadera cadena perpetua para un asesino convicto de unos setenta años.

## Historia
Gángster. Nació como uno de los 6 hijos de Joseph Sullivan el 31 de marzo de 1939 en Queens, Nueva York. Hijo de un detective de la policía de la ciudad de Nueva York, su vida dio un vuelco a la edad de 13 años, cuando murió su padre. Para aliviar parte de la carga de su madre, Sullivan fue enviado a vivir con parientes después del fallecimiento de su padre. Pero el nuevo arreglo no funcionó y Sullivan regresó a casa. Sin embargo, la situación en casa no fue mejor. En ese momento, su madre se convirtió en alcohólica y comenzó a beber como una forma de manejar su dolor.
Sullivan se escapó en 1953 y terminó en un reformatorio en Warwick, Nueva York. Sullivan hizo varios intentos de fuga de la escuela, entrando y saliendo de otros reformatorios durante los próximos años. Finalmente fue liberado a la edad de 19 años. En una situación desesperada, terminó alistándose en el Ejército de los Estados Unidos. Sullivan fue capturado por irse sin permiso y enviado a Governors Island. Según su autobiografía, no se quedó mucho tiempo. Sullivan escapó de las instalaciones y nadó de regreso a Manhattan.
Sullivan fue capturado rápidamente, pero fingió una enfermedad mental para evitar un consejo de guerra y la cárcel. En cambio, fue enviado al Hospital del Ejército de Valley Forge por un tiempo.
Sullivan comenzó a cometer robos alrededor de los 12 años, y finalmente se graduó en asesinato. Mató a un hombre durante una pelea en un bar y fue arrestado en 1965 por el crimen. Dos años más tarde, Sullivan fue declarado culpable de homicidio y recibió una sentencia de 20 a 30 años. Terminó cumpliendo su condena en el legendario centro correccional de Attica. Sullivan supuestamente se ganó el poco halagador apodo de "Perro Loco" de sus compañeros de prisión durante este tiempo, debido a un trastorno de las glándulas salivales no diagnosticado de por vida.

## Carrera criminal
Después de cuatro años en Attica, Sullivan logró una hazaña aparentemente imposible. Pudo escapar de la prisión, que se pensó que era a prueba de fugas. El 7 de abril de 1971, Sullivan salió de los muros de la prisión y alguien que esperaba en el estacionamiento de Attica lo llevó a la estación de autobuses local. Fue capturado unas semanas después mientras caminaba por una calle en el vecindario Greenwich Village de la ciudad de Nueva York. Sullivan fue sorprendido portando un rifle recortado en ese momento.
Unos años después de su regreso a prisión, Sullivan recibió ayuda para elaborar su próximo plan de escape. El ex fiscal general de los Estados Unidos, Ramsey Clark, trabajó como su abogado y lo ayudó a obtener la libertad condicional en diciembre de 1975. La liberación de la prisión no significó que Sullivan regresara a la sociedad como un hombre reformado. Trabajando para la familia criminal Genovese, ejecutó a dos miembros de un grupo de la mafia irlandesa encabezada por Mickey Spillane durante el verano de 1976.
En 1977, Sullivan se casó. Él y su esposa Gail finalmente formaron una familia, convirtiéndose en padres de dos niños, Ramsey y Kelly. Pero toda esta felicidad doméstica tampoco alejó a Sullivan de su vida criminal. Fue considerado sospechoso del asesinato del jefe de la mafia irlandesa Mickey Spillane que ocurrió ese mismo año, pero Sullivan nunca fue acusado del crimen. Según los informes, también estuvo vinculado al asesinato de Tom "el griego" Kapatos. Otro objetivo previsto para Sullivan era Carmine Galante, jefe de la familia criminal Bonanno.
Durante gran parte del verano de 1978, intentó asestarle a Galante, pero fracasó. Los esfuerzos de un equipo de sicarios hicieron lo que Sullivan no pudo el verano siguiente: mataron a Galante a tiros en un restaurante de Bushwick, Brooklyn.

## Arresto y juicio
Se cree que Sullivan mató a entre 20 y 30 personas. Un profesional consumado, se formó antes de completar una tarea. "Dos o tres días antes iba a este parque cerca de mi casa y corría, no rápido, solo trotaba. Quería estar solo, prepararme mentalmente, hacer una especie de prueba", explicó más tarde al Centro. Tiempos diarios.
Sullivan manejó su golpe final en 1981. Fue contratado para matar a John Fiorino, un funcionario de Teamsters Union y miembro de la mafia denunciado. Esperando afuera de un restaurante cerca de Rochester, Nueva York, Sullivan disparó a Fiorino con una escopeta. Al intentar huir de la escena, su automóvil se atascó en un banco de nieve. Su socio, que conducía el automóvil, fue capturado pronto, pero Sullivan escapó escondiéndose en la nieve durante aproximadamente ocho horas. Después de su eventual arresto, la policía lo vinculó con otros dos asesinatos que tuvieron lugar en Long Island.
Sullivan fue declarado culpable del asesinato de Fiorino y otros dos asesinatos en 1982. Se le impuso tres cadenas perpetuas. Hoy, Sullivan es un recluso en la Instalación Correccional de Sullivan ubicada en Fallsburg, Nueva York. Será elegible para la libertad condicional en 2069, una verdadera cadena perpetua para un asesino convicto de unos setenta años.